# 다누시마루정
다누시마루정(田主丸町)은 후쿠오카현 우키하군에 설치되었던 정이다. 현재는 후쿠오카현 구루메시 동부에 있는 옛 다케노군(고토우키와군)역을 유래로 하는 지역이 되고 있다.후쿠오카현의 중남부에 위치하고 있으며 북쪽으로 치쿠고 강, 마을 중심부를 고세 강이 환류하고 남쪽으로 이노 연산이 이어지는 과수 재배가 활발한 마을이였다. 2005년 2월 5일 구루메시에 편입 합병되었다.

## 유래
다누시마루정은 타마루에서 유래되었다.

## 역사
- 1889년 4월 1일 - 정촌제 새헹에 의해 나누시마루정, 미즈와케촌, 시바카리촌, 가와아이촌, 지쿠요촌, 미노촌, 다케노촌, 후나고시촌이 성립하였다.
- 1896년 2월 26일 - 군 통합으로 우키하군이 되었다.
- 1951년 4월 1일 - 가와아이촌과 시바카리촌이 신설합병해 지쿠요촌이 성립하였다.
- 1954년 12월 1일 - 다누시마루정, 미즈와케촌, 지쿠요촌, 다케노촌, 후나고시촌의 일부가 신설합병해 새롭게 다누시마루정이 되었다.
- 2005년 2월 5일 - 기타노 정·미즈마 정·조지마 정과 함께 구루메시에 편입되어 다누시마루정은 소멸하였다.

## 교통

### 철도
- 규슈 여객철도
  - 규다이 본선

### 버스
- 히타 버스
- 아마기 관광 버스

### 도로
- 국도 제210호선